# Suijin

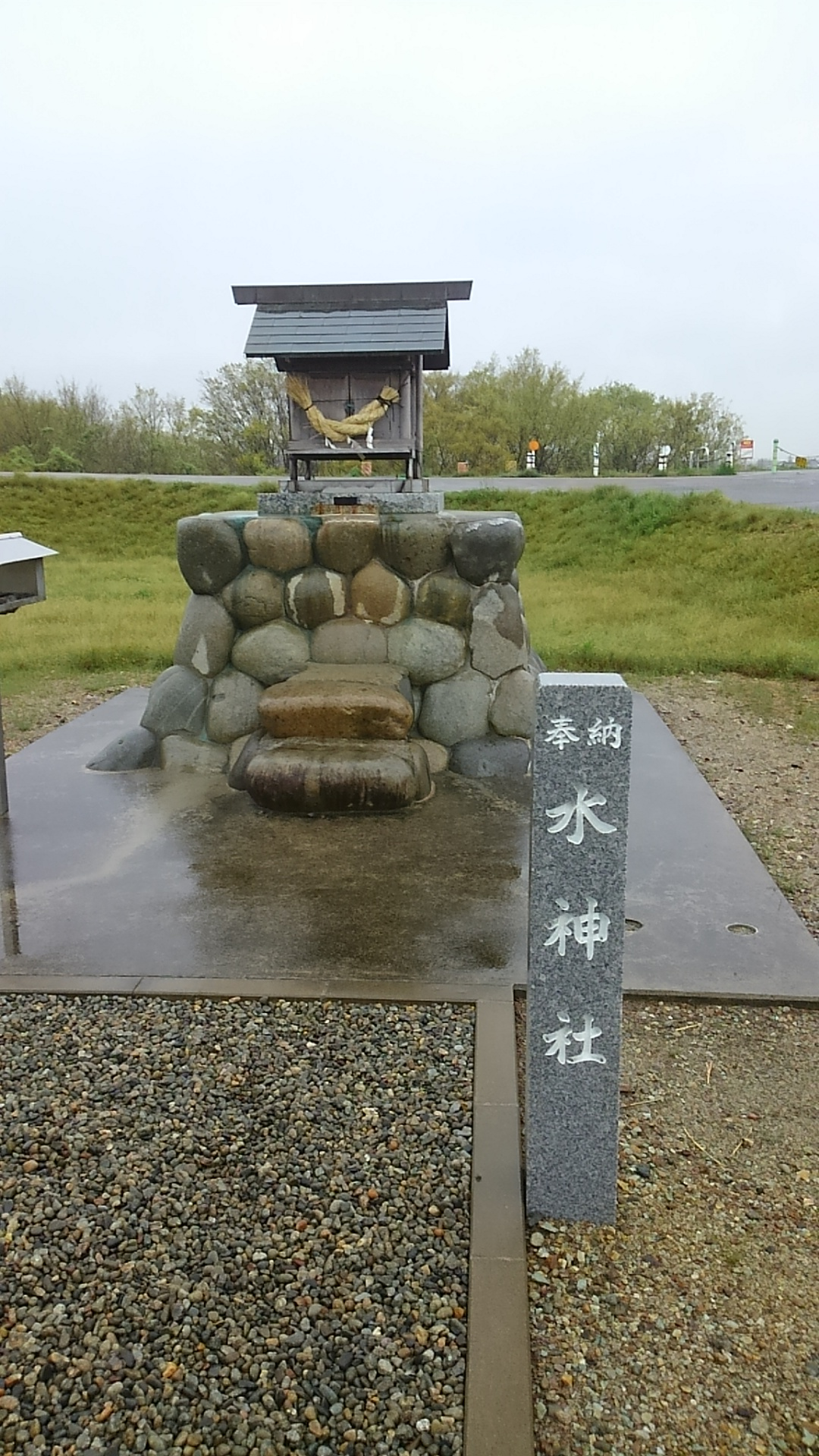
Suijin-helgedom vid Kiso-floden.

Suijin, (水神, vattengud) ibland även läst "Mizugami", är ett japanskt generellt begrepp för gudar som är relaterade med vatten. Det kan också hänvisa till en specifik vattengud inom shintoismen, vilken dock ofta dyrkas under olika namn.

## Japanska vattengudar
För jordbruksfolk är vatten av högsta vikt då skörden är beroende på dess tillgång. I Japan har vattengudar därför blivit förknippade med Ta-no-Kami, risfältens gud, och dyrkas ofta längsmed fält eller bevattningskanaler.
Mikumari-no-Kami, en vattengud, eller Suijin, som ofta dyrkas vid källor är även förknippad med bergsgudar (Yama-no-Kami). Suijin dyrkas också vid t.ex. brunnar, och i andra vardagliga sammanhang som inte är direkt relaterade till jordbruk.
Ormar samt mytologiska varelser såsom kappa och drakar förekommer som symboler för olika vattengudar, och ses som deras budbärare, eller t.o.m. som deras materiella manifestationer.

## Japansk mytologi
Inom japansk mytologi förekommer följande vattenrelaterade gudar.
- Mizuhanome
- Okami-no-Kami
- Kuramitsuha
- Mikumari-no-Kami
- Seoritsuhime
- Wakaukanome-no-Mikoto
- Hikawahime
- Fukafuchi-no-Mizuyarehana-no-Kami
- Ame-no-Tsudohechine-no-Kami
- Ame-no-Kuhizamochi-no-Kami
- Nakisawame
- Zennyo Ryūō
- Takeminawaka-no-Mikoto
- Takeminakata
- Moriya